# 孔昭明
孔昭明（英語：Quintinus Pessers；1896年10月4日—1983年）是天主教荷蘭籍神父及方濟會會士。曾任山西省天主教絳州監牧區宗座監牧（1936年-1983年）。

## 生平
孔昭明出生於1896年10月4日，在荷蘭北布拉邦省的市鎮蒂爾堡。1916年，孔昭明19岁時加入方济会。1923年3月11日在他26岁時晉鐸，且被派遣赴中國山西传教。
1936年5月25日，聖座從山西潞安府代牧區劃出22個縣，設立絳州宗座監牧區，並由荷蘭籍方濟會負責管理。時任教宗庇護十一世任命41歲的孔昭明神父出任首任宗座監牧，同年12月4日就任。
1949年10月1日，中國共產黨在中國大陸地區建立中華人民共和國，並開始針對天主教進行宗教迫害及打壓，教會已經無法正常運作。其後，荷蘭籍孔昭明神父及其他外籍傳教士先後被捕，並被中國政府驅逐出境，而需要由中國本地神父繼續管理宗座監牧區內的教務。
他曾出席1962年至1965年間舉行的梵蒂岡第二屆大公會議。1983年，孔昭明神父去世，享年86岁。